# Marat Románov
Marat Mársovich Románov (en ruso: Мара́т Ма́рсович Рома́нов; nacido el 5 de junio de 1966) es un jugador de curling en silla de ruedas ruso. Juega como suplente en el equipo ruso de curling adaptado. Él y su equipo ganaron la medalla de plata en los Juegos Paralímpicos de 2014, medallas de oro en los Campeonatos Mundiales de 2012, 2015 y 2016 y la medalla de plata en los Campeonatos Mundiales de 2017

## Biografía
Románov nació el 5 de junio de 1966 en Cheliábinsk, RSFS de Rusia, Unión Soviética. Después de la escuela, se formó como ayudante de maquinista y pasó unos años en la Armada Soviética antes de conseguir el trabajo de fundidor en la Planta Metalúrgica de Cheliábinsk. En su tiempo libre, disfrutaba del montañismo.
Se inició en el curling después de un accidente automovilístico en 1996, tras el cual resultó con una fractura por compresión vertebral. También practicó baloncesto y pulso. En mayo de 2007 formó un equipo de curling en Cheliábinsk, donde ocupó la posición de skip.
En 2009, se graduó del Departamento de Educación Física de la Academia Estatal de Educación Física de los Urales en Cheliábinsk.

## Premios
- Medalla de la Orden "Por el Mérito a la Patria" Clase I (17 de marzo de 2014) - por la enorme contribución al desarrollo de la cultura física y el deporte, y por el alto rendimiento atlético en los Juegos Paralímpicos de Invierno de 2014 en Sochi [5]
- Merecido Maestro de Deportes de Rusia (2013)[6]